# Уейн (окръг, Западна Вирджиния)
Вижте пояснителната страница за други значения на Уейн.
Окръг Уейн (на английски: Wayne County) е окръг в щата Западна Вирджиния, Съединени американски щати. Площта му е 1326 km², а населението – 41 649 души (2012). Административен център е град Уейн.